# Rufford (Lancashire)
Rufford is een civil parish in het bestuurlijke gebied West Lancashire, in het Engelse graafschap Lancashire.